# Tönnies Mahler
Tönnies Mahler (auch Meister Tonio) (* um 1615 in Leer (Ostfriesland); † um 1663 ebenda) war ein deutscher Tischler, Bildschnitzer und Tafelmaler, der im 17. Jahrhundert Altarretabel und Kanzeln für die Kirchen in Ostfriesland schuf.

## Leben
Tönnies entstammte vermutlich einer Handwerkerfamilie. Zeit seines Lebens wohnte er in Leer. Er war viermal verheiratet; Eheschließungen sind für 1653, 1658 und 1659 bezeugt.

## Werk
Tönnies schuf insgesamt acht Altarretabel und elf Kanzeln im Stil des Frühbarock, stand aber noch in der Tradition der ausgehenden Renaissance. Hinzu kommen ein hölzernes Taufbecken und ein geschnitzter Aufsatz für einen gotischen Taufstein. Sein Wirkungskreis konzentrierte sich auf die Umgebung von Leer, wo Mahler Ausstattungsstücke vorwiegend für lutherische Kirchen anfertigte. Vereinzelt war er aber auch in Edewecht und Bad Zwischenahn tätig. Bei verschiedenen Werken ist die Herkunft nicht gesichert und besteht aufgrund formähnlicher Elemente eine Zuschreibung. Während die ersten beiden Kanzeln in Veenhusen und Holtgaste noch bilderlos sind, werden anschließend standardmäßig die Evangelisten dargestellt, häufig mit ihren Symbolen, unter einem Rundbogen zwischen Ecksäulen. Charakteristisch für Tönnies ist seine Vorliebe für Engelsköpfe bei der Gestaltung der Kanzeln. Bei den Altarretabeln verwendete Tönnies die Form des dreiteiligen Flügelaltars mit Predella (Evangelisten mit ihren Attributen), zentralem Bild (letztes Abendmahl) und bekrönendem Aufsatz. In Hesel und Potshausen findet sich an den Seiten durchbrochenes Schnitzwerk.

## Werkliste
| Jahr    | Werk                    | Ort              | Kirche                      | Bemerkungen | Bild |
| ------- | ----------------------- | ---------------- | --------------------------- | --- | ---- |
| 1641    | Kanzel                  | Veenhusen        | Veenhuser Kirche            | gegenüber späteren Werken noch bildlos |      |
| 1642    | Altar                   |                  |                             | datiertes Fragment im Schifffahrtsmuseum Westrhauderfehn erhalten |      |
| 1644    | Kanzel                  | Holtgaste        | Liudgeri-Kirche             | gegenüber späteren Werken noch bildlos; mit Intarsien, Säulen und Engelsköpfen |      |
| 1644    | Aufsatz des Taufbeckens | Holtgaste        | Liudgeri-Kirche             | Zuschreibung |      |
| 1647    | Altarretabel            | Potshausen       | St.-Martin-Kirche           | |      |
| 1650    | Kanzel                  | Neuburg (Detern) | Neuburger Kirche            | |      |
| 1652    | Kanzel                  | Edewecht         | Sankt-Nikolai-Kirche        | Tönnies erhielt dafür 100 Reichstaler. |      |
| 1652    | Kanzel                  | Nortmoor         | St.-Georg-Kirche (Nortmoor) | Ecksäulen, geschnitzte Evangelisten mit ihren Symbolen unter Rundbögen, Wappen unter Gesimskranz |      |
| 1653    | Kanzel                  | Bad Zwischenahn  | St.-Johannes-Kirche         | 1715 bemalt. Der Kanzelaufgang zeigt in den Schnitzereien die fünf christlichen Tugenden: Glaube, Hoffnung, Liebe, Gerechtigkeit und Gehorsam. Dazwischen befinden sich Figuren von sieben Aposteln. In den Hauptfeldern des Kanzelkorbs werden vier Szenen aus der Weihnachtsgeschichte dargestellt: Verkündigung an Maria, Geburt Jesu, Beschneidung im Tempel und Anbetung der Könige (Weise aus dem Morgenland). |      |
| 1654    | Altarretabel            | Strackholt       | Barbara-Kirche              | Zuschreibung |      |
| 1654    | Kanzel                  | Bagband          | Bagbander Kirche            | Zuschreibung; Evangelisten zwischen Ecksäulen |      |
| 1654    | Kanzel                  | Hesel            | Liudgerikirche              | Zuschreibung; Ecksäulen und Evangelistenreliefs in Rundbogenfeldern |      |
| 1655    | Kanzel                  | Hollen           | Christus-Kirche             | Kanzelkorb mit vier Evangelisten und ihren Symbolen; im 19. Jahrhundert Treppe und die Stütze der Kanzel erneuert |      |
| 1656    | Taufe                   | Edewecht         | Sankt-Nikolai-Kirche        | |      |
| 1658    | Kanzel                  | Amdorf (Detern)  | Amdorfer Kirche             | |      |
| 1659    | Altarretabel            | Collinghorst     | Dreifaltigkeitskirche       | Zuschreibung |      |
| 1660    | Kanzel                  | Filsum           | St.-Paulus-Kirche           | mit Reliefs der vier Evangelisten, dazwischen Apostel in Rundbögen als Hermen und Beschlagwerkornamente |      |
| um 1660 | Altarbilder             | Filsum           | St.-Paulus-Kirche           | Altarbilder in spätgotischem Schnitzaltar |      |
| 1662    | Altarretabel            | Hesel            | Liudgerikirche              | mit seitlichem und bekrönendem durchbrochenen Schnitzwerk |      |
| 1662    | Taufsteindeckel         | Hesel            | Liudgerikirche              | nicht erhalten |      |
| 1663    | Altarretabel            | Rhaude           | Rhauder Kirche              | Zuschreibung; diente als Vorlage für den Altaraufsatz der St. Laurentius und St. Vincenz (Backemoor) |      |
| 1667    | Altarretabel            | Remels           | St.-Martin-Kirche           | Zuschreibung. Es zeigt auf seinen Flügeln die Ankündigung der Geburt durch den Erzengel Gabriel, das Weihnachtsgeschehen in Bethlehem, die Beschneidung Jesu im Tempel und die Anbetung der drei Weisen. Im Zentrum steht eine Darstellung des letzten Abendmahls. Die Rückseiten der Flügel sind mit Bildern vom Leiden und Sterben des Herrn bemalt.                                                               |      |